# 29655 Yarimlee
29655 Yarimlee este un asteroid din centura principală de asteroizi.

## Descriere
29655 Yarimlee este un asteroid din centura principală de asteroizi. A fost descoperit pe 21 noiembrie 1998 la Socorro, New Mexico, în cadrul proiectului LINEAR. Asteroidul prezintă o orbită caracterizată de o semiaxă mare de 2,25 ua, o excentricitate de 0,03 și o înclinație de 2,4° în raport cu ecliptica.